# (7337) 1990 QH1
A (7337) 1990 QH1 a Naprendszer kisbolygóövében található aszteroida. Henry E. Holt fedezte fel 1990. augusztus 22-én.